# Shii (yōkai)
Œuvres principales
Wakan sansai zue
Le shii (青, 𤯝,) est un yōkai, créature du folklore japonais, transmis dans les préfectures de Wakayama, Hiroshima, Yamaguchi et Fukuoka. D’après les descriptions du Nihon Kokugo Daijiten et du Kōjien, le shii est une créature légendaire transmise dans des régions comme l’ancienne province de Chikushi (actuelle préfecture de Fukuoka) ou de Suō (actuelle préfecture de Yamaguchi). Il ressemblerait à une une belette et s’introduirait dans les maisons la nuit pour s’en prendre aux animaux d’élevage, notamment au bétail.
Dans plusieurs ouvrages de l’époque d’Edo tels que le Yamato Honzō, le Wakan sansai zue ou encore le Saikai zokudan, le Shii est désigné par le caractère 黒𤯝. Le Yamato Honzō indique qu’il serait présent dans les provinces de Suō et de Chikushi, où il attaquerait le bétail. Il est décrit comme particulièrement rapide et rusé, ce qui rend très difficile à attraper. Le Saikai zokudan précise qu’il existerait également dans le district de Yoshino (préfecture de Nara), et qu’un simple contact avec lui suffirait à infliger des blessures au visage, aux membres et à la gorge.

## Mentions régionales
Préfecture de Wakayama et Préfecture de Hiroshima
Dans le village de Hiro (actuelle Hirogawa) dans le district d’Arida (préfecture de Wakayama), ainsi que dans le district de Yamagata (préfecture de Hiroshima), le shii est également désigné sous le nom de yamaarashi (山荒). Selon une croyance locale, les bœufs craindraient tellement la vision de sa fourrure hérissée que les éleveurs en seraient venus à répéter le nom shii-shii en boucle pour les faire avancer leur faisant croire qu’un shii serait à leurs trousses,.
Préfecture de Yamaguchi
À Nagato (district d’Ōtsu), certaines pratiques agricoles sont interdites, comme utiliser des bœufs pour travailler les rizières le 5 mai, leur faire traverser une rivière avec leurs harnachements pendant la saison de repiquage, confier les harnachements à une femme, ou introduire des bœufs d’autres villages entre le 5 mai et le Hassaku. On pense que ces actes attireraient le shii qui viendrait posséder les bœufs et les dévorer.
Préfecture de Fukuoka
Près du barrage Fukuchi dans la ville de Nōgata se dresse une stèle relatant la légende locale du shī-raku, une variante régionale du shii.

## Échos dans les traditions étrangères
Le caractère 黒𤯝 est à l’origine le nom d’un monstre issu du folklore chinois. Dans le recueil Tetsui-zan sōdan datant de l’époque des Song, on rapporte qu’un certain 黒漢, hēi hàn, identifié comme une espèce de shii qui serait apparu à Luoyang sous l’ère Xuanhe. Il ressemblait à un humain, mais avait la peau noire, aimait mordre les gens et enlevait les enfants pour les dévorer. Il était considéré comme un présage de guerre ou de chute d’un état. Dans un autre ouvrage de l’époque Ming, le Yuèxī cóngdà, une créature similaire, le yō'i, était décrite comme violant des femmes la nuit et apparaissant parfois comme une étoile, une vapeur noire ou des étincelles.
Il est possible que l’utilisation du des caractères 黒𤯝 pour le nom shii dans les ouvrages japonais de l’époque Edo ne soit qu’un emprunt à ces créatures chinoises, appliqué à un monstre inconnu local.

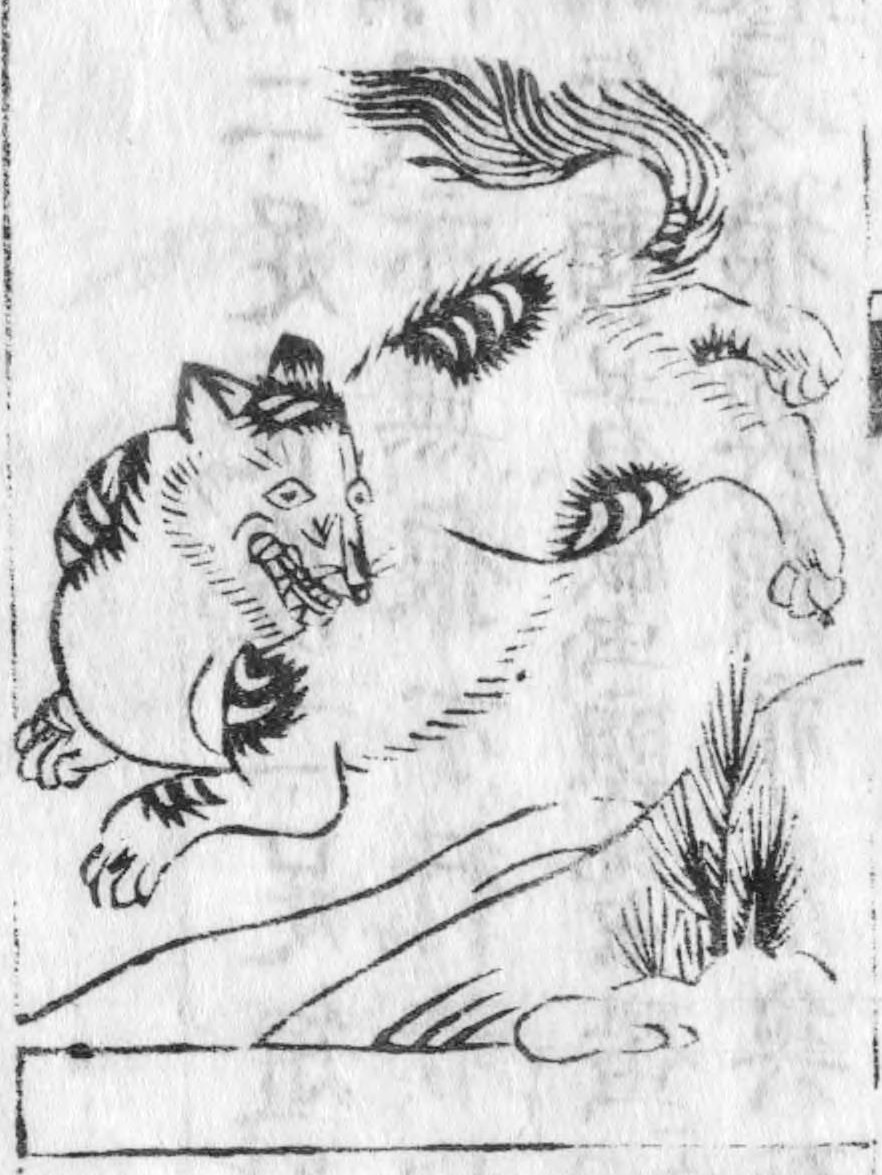
Le shii dans l’édition originale du Wakan sansai zue
Le shii, tiré d’une autre édition du Wakan sansai zue de la fin de l’époque Meiji).